# Filippa Idéhn

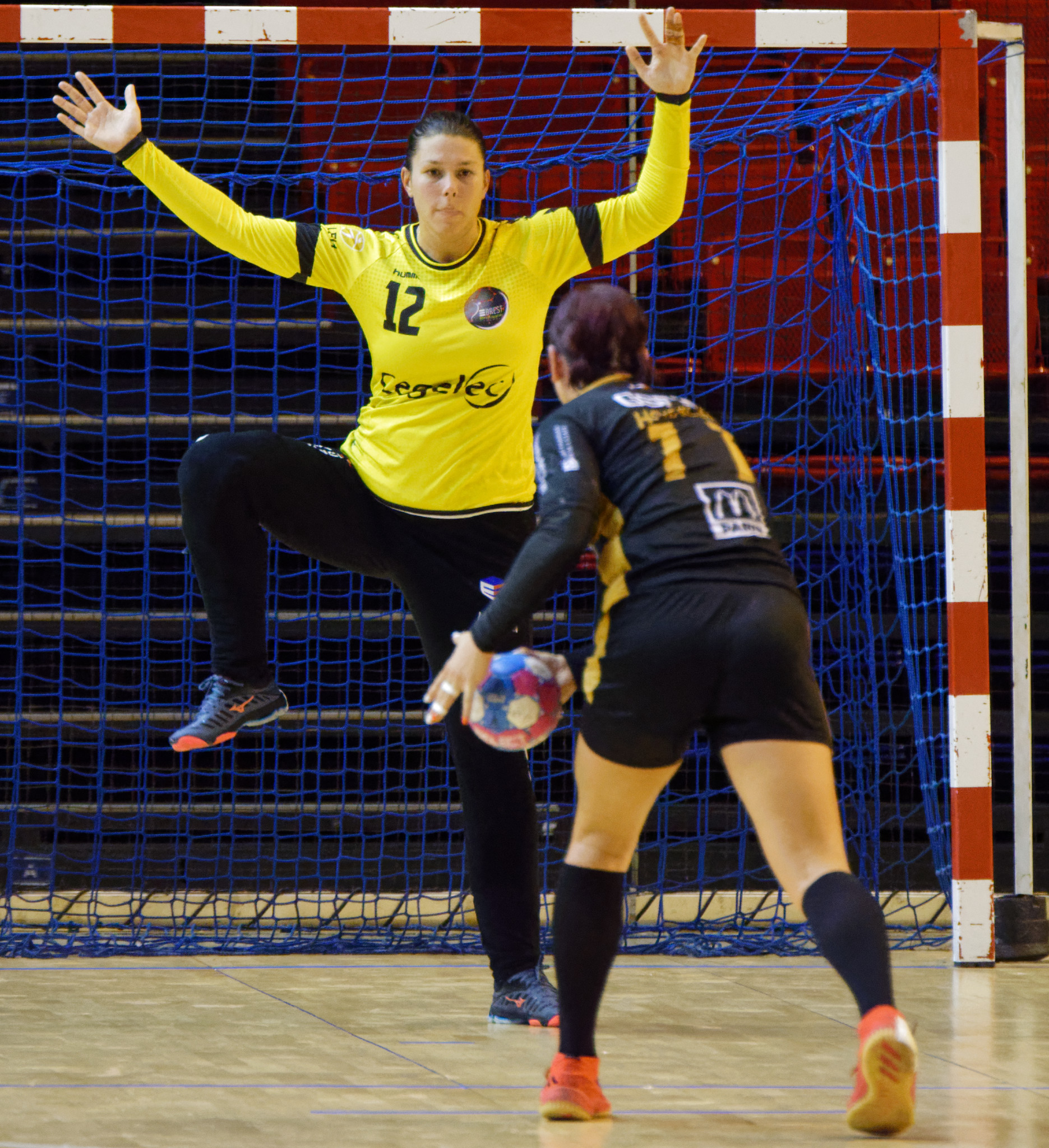
Filippa Idéhn lors d'un jet de 7 mètres face à Tamara Horacek, le 5 septembre 2018.

Filippa Idéhn, née le 15 août 1990 à Jönköping, est une handballeuse internationale suédoise, qui évolue au poste de gardienne de but.

## Biographie
À l'intersaison 2015, elle quitte IK Sävehof pour rejoindre Team Esbjerg.
Pour la saison 2017-2018, elle rejoint le Brest Bretagne Handball où elle fait équipe avec Cléopâtre Darleux.
Pour la saison 2019-2020, elle s'engage avec le club danois de Silkeborg-Voel KFUM.

## Palmarès

### En club
compétitions nationales
- championne de Suède en 2013, 2014 et 2015 (avec IK Sävehof)
- championne du Danemark en 2016 (avec Team Esbjerg)
- vainqueur de la coupe de France en 2018 (avec Brest Bretagne Handball)

### En équipe nationale
- médaillée de bronze au championnat d'Europe 2014